# Forn del Torrent de la Pastera
El Forn del Torrent de la Pastera és una obra de Vilanova i la Geltrú (Garraf) inclosa a l'Inventari del Patrimoni Arquitectònic de Catalunya.

## Descripció
Situat als voltants dels masos Artís i de la Fam, a l'entorn del Fondo de la Fam, pròxim al pas del Torrent de la Pastera.
Estructura arquitectònica de planta semicircular, bastida amb murs de maçoneria. Destaca la seva boca, cosntruida amb tres arcs de mig punt sobreposats, fets amb maons disposats a sardinell amb morter.
Altres construccions de la zona presenten aquest tipus de boques, com el proper Forn del Fondo de les Oliveres (terme municipal de Vilanova i la Geltrú) o el Forn del Camí de la Fita (Sitges), tot i que no tant acuradament bastides com aquesta.
Parcialment cobert per la vegetació circumdant.